# آوروم هتلز
آوروم هتلز تیم حرفه‌ای ایتالیایی بود که در رشتهٔ دوچرخه‌سواری جاده فعالیت می‌کرد. این تیم در سال ۱۹۹۶ بنیان‌گذاری و در سال ۲۰۰۷ منحل شد. در طول سال‌های مختلف، ستاره‌هایی از جمله دانیلو دی لوکا و ماریو چیپولینی عضو این تیم بودند.
دومینا واکانتزه در سال ۲۰۰۴ از حمایت مالی تیم دست کشید تا حامی مالی تیم ده ناردی در فصل ۲۰۰۵ باشد.